# Le Petit Prince cannibale
Le Petit Prince cannibale est le cinquième roman de Françoise Lefèvre paru en 1990 aux éditions Actes Sud. Il obtient le prix Goncourt des lycéens la même année.

## Résumé
La narratrice de l'ouvrage est une écrivaine qui tente de raconter l'histoire de la cantatrice Blanche, mère de Sylvestre, un enfant autiste. Ce personnage est inspiré par le fils de l'auteure, lui-même autiste, Hugo Horiot.
23 ans plus tard, Hugo Horiot, écrit sa propre autobiographie, L'empereur, c'est moi.